# St John (Without)
St John (Without) är en civil parish i Storbritannien.   Den ligger i grevskapet East Sussex och riksdelen England, i den södra delen av landet, 70 km söder om huvudstaden London. Arean är 3,8 kvadratkilometer.
Terrängen i St John (Without) är huvudsakligen platt, men åt sydväst är den kuperad.